# David Davis Mansion
David Davis Mansion, známý také jako Clover Lawn, je dům postavený v období Pozlaceného věku v Bloomingtonu v Illinois jako soukromá rezidence Davida Davise, soudce Nejvyššího soudu USA a amerického senátora za Illinois. Od roku 1960 v domě sídlí státní muzeum. Od roku 1972 je veden v Národním registru historických památek a od roku 1975 je Národní historickou památkou Spojených států amerických.
Dvoupatrový cihlový dům se 36 pokoji v italizujícím stylu se nachází v rezidenční čtvrti v Bloomingtonu. Na pozemku se nachází také dřevěný domek z roku 1872, stodola a stáj, latríny, kůlna, remíza a květná a ornamentální zahrada.

## Historie
Dům byl postaven mezi lety 1870–1872. Soudce Davis zadal práci architektovi Alfredovi H. Piquenardovi, který vypracoval návrh kombinující prvky italizujícího stylu a stylu Napoleona III., a který je ukázkou stylu a vkusu typického pro období Pozlaceného věku. Piquenard byl prominentním architektem ze Středozápadu, který navrhl State Capitol ve Springfieldu. Dům byl zamýšlen jako soukromá rezidence pro Davisovu ženu Sarah. Po odchodu na odpočinek z funkce senátora v roce 1883, zde Davis trávil většinu svého času, až do své s mrti v roce 1886. Davisova rodina vlastnila dům až do roku 1960, kdy jej darovala státu Illinois, který jej provozuje jako muzeum a historickou památku.
U příležitosti oslav 200 let státu Illinois byl dům vybrán jako jeden z 200 významných míst Illinois, illinoiskou pobočkou oorganizace American Institute of Architects (AIA Illinois).

## Přístup
Dům je otevřen veřejnosti. Koná se zde mnoho kulturních akcí, zahrnující festivaly nebo ukázky historických vozidel. Dům bývá během vánočních svátků bohatě nazdoben.

## Galerie

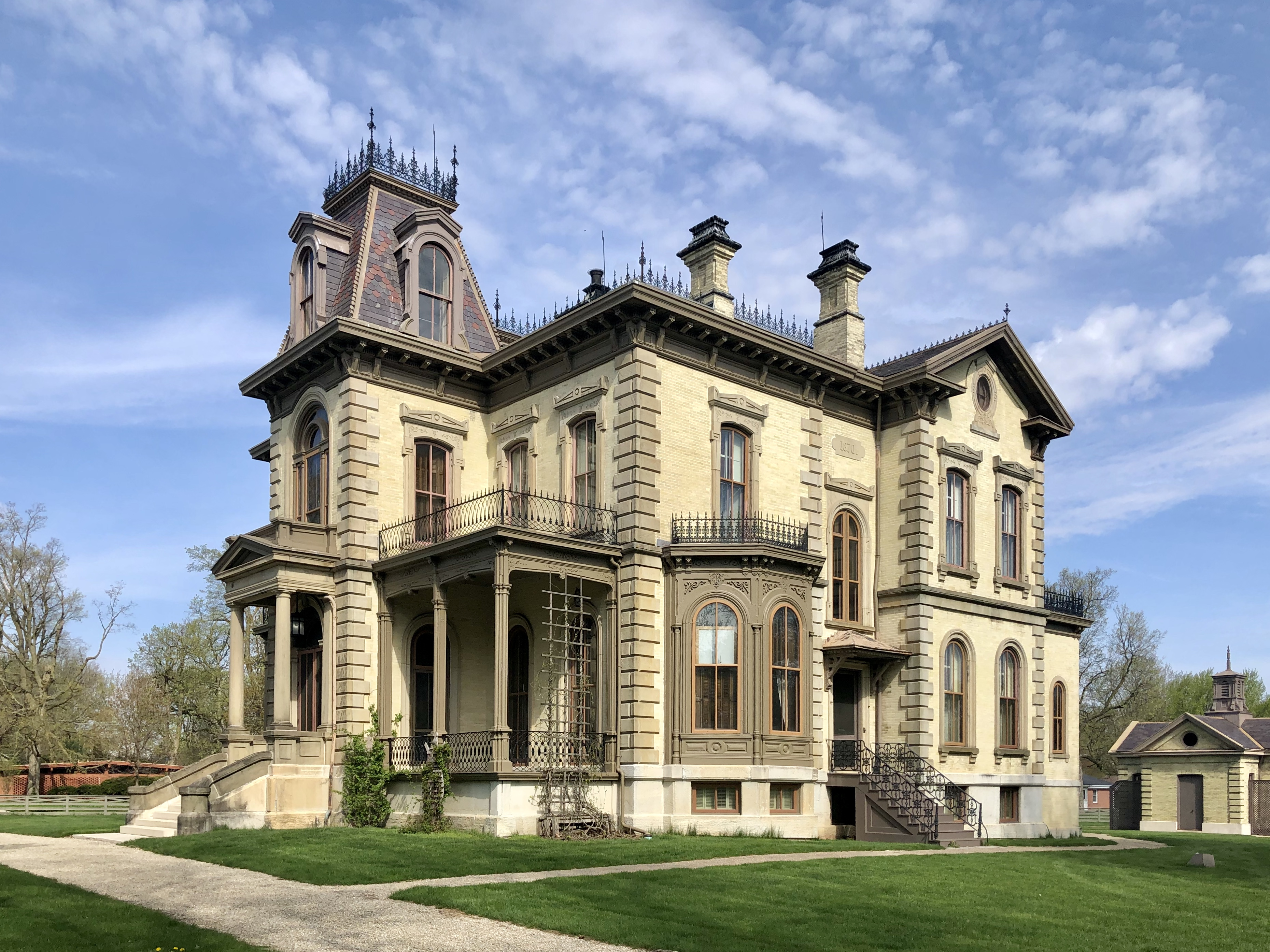
David Davis Mansion
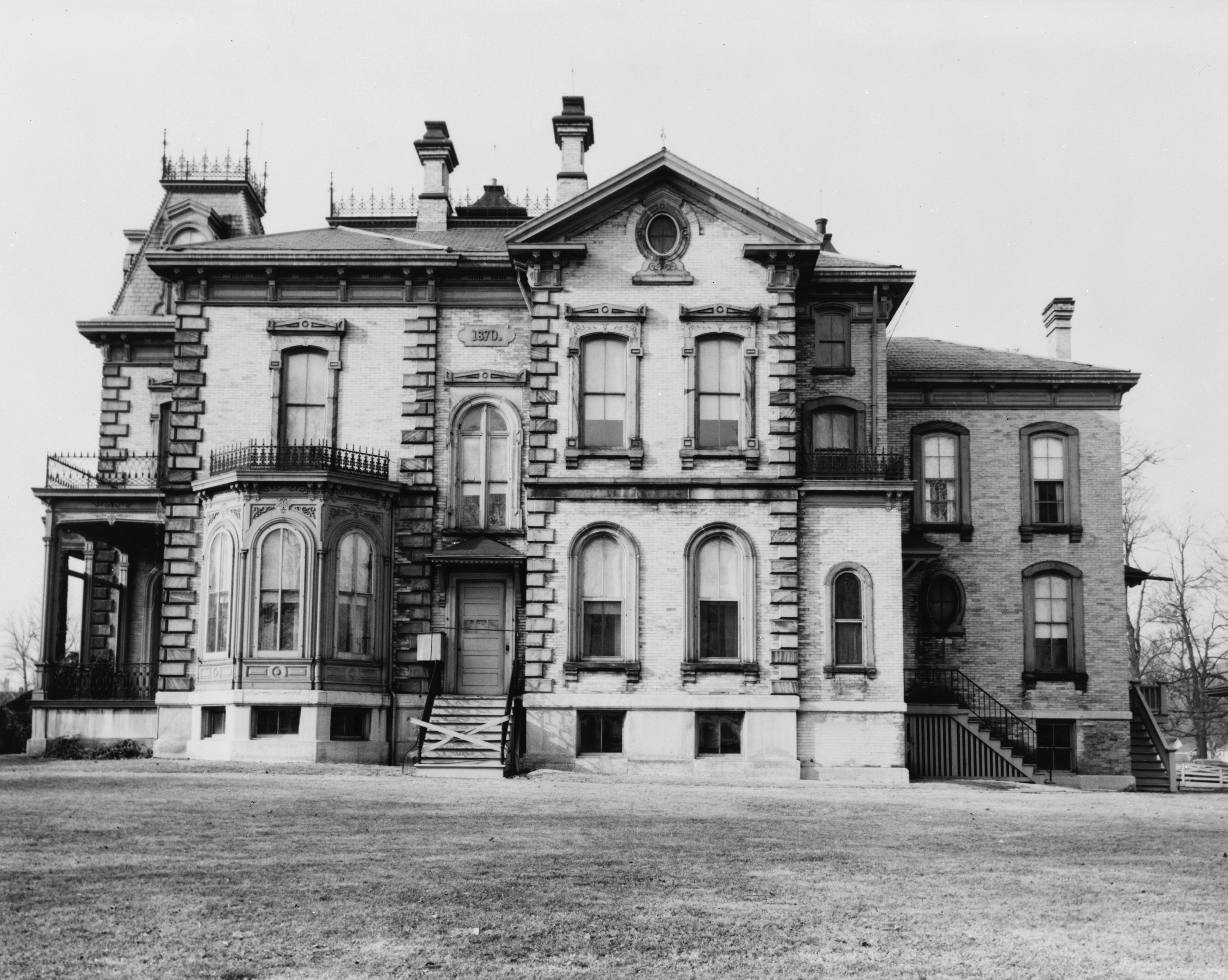
David Davies Mansion
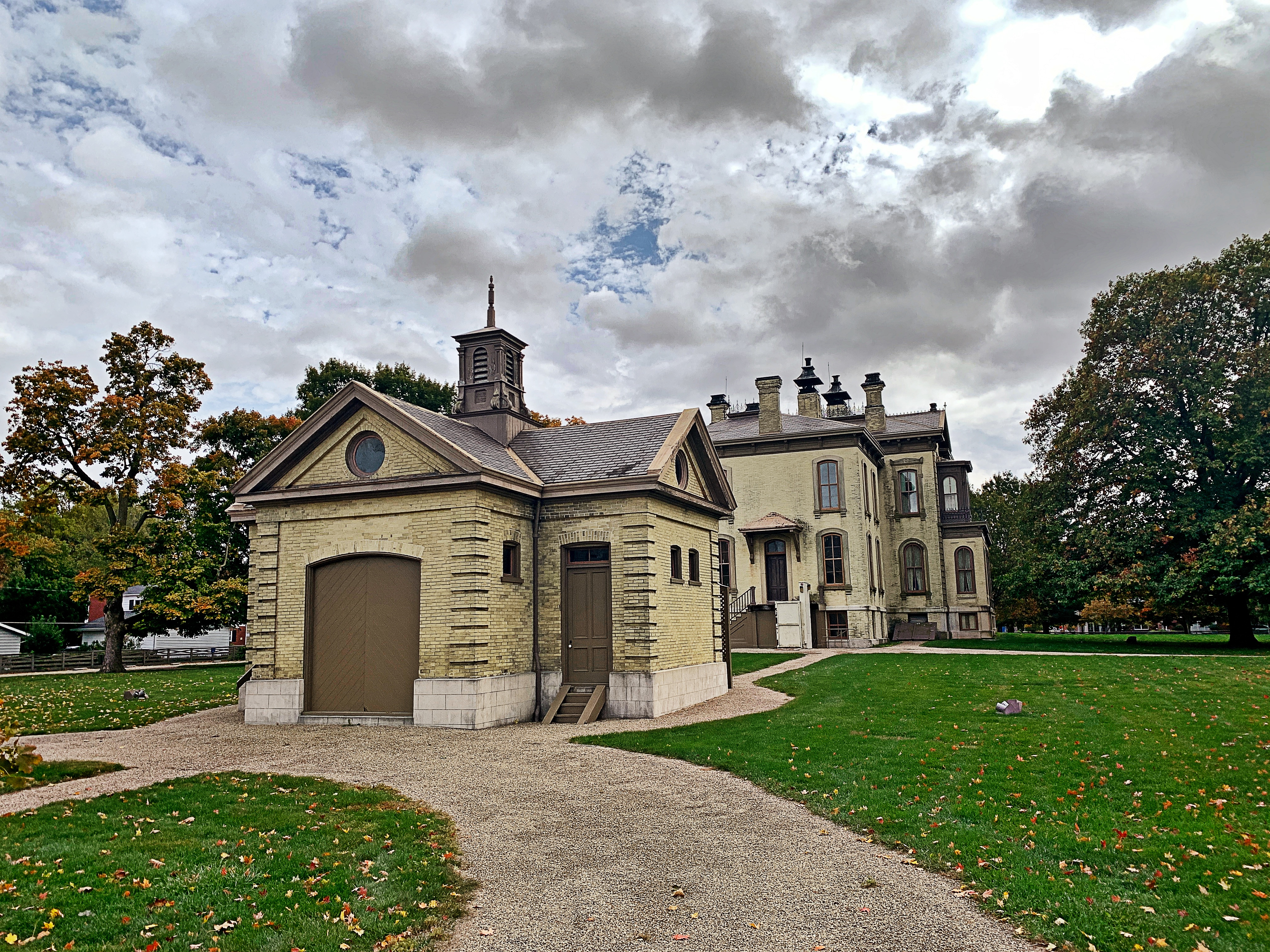
Hospodářská budova na pozemku
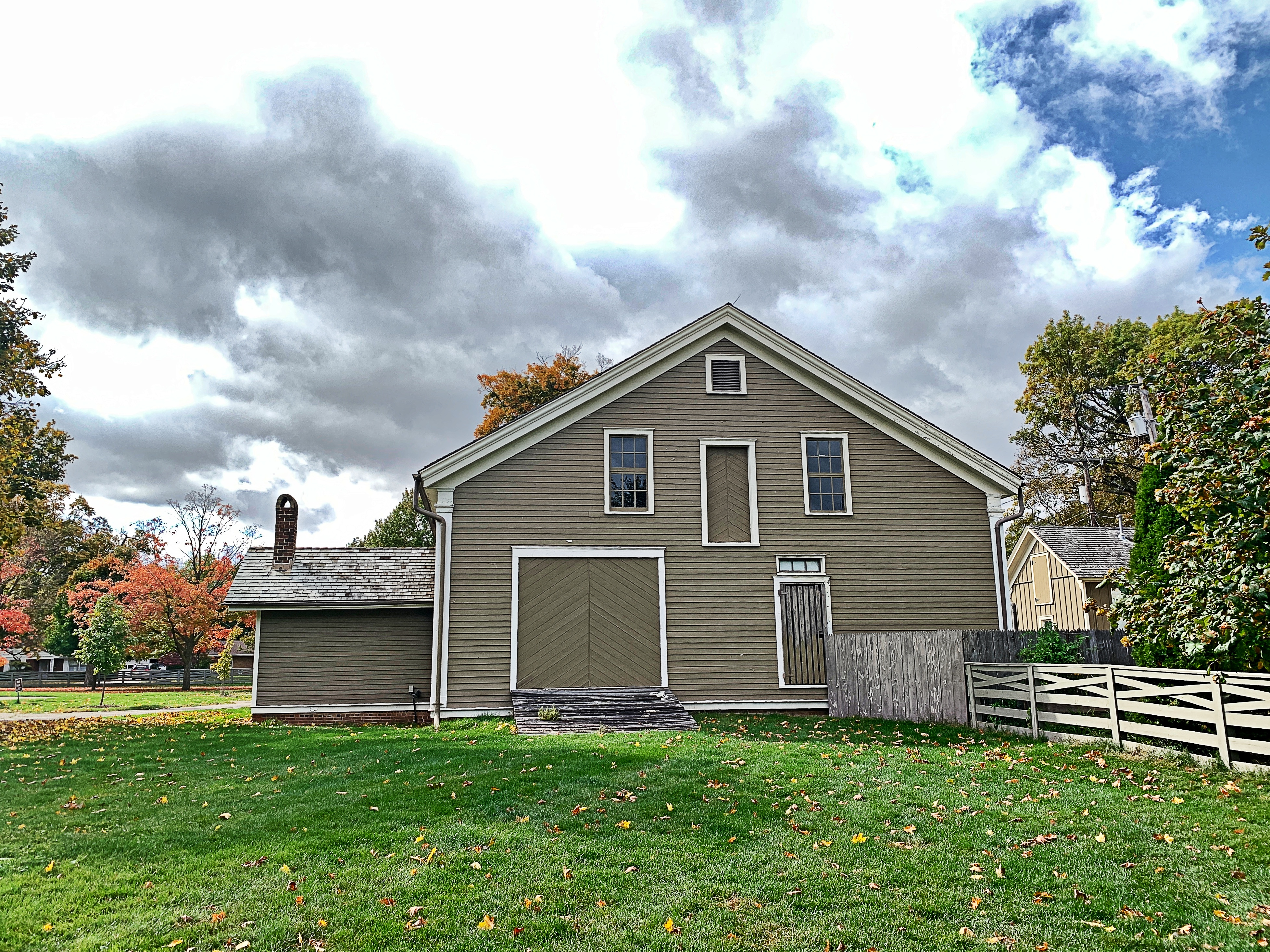
Stodola na pozemku
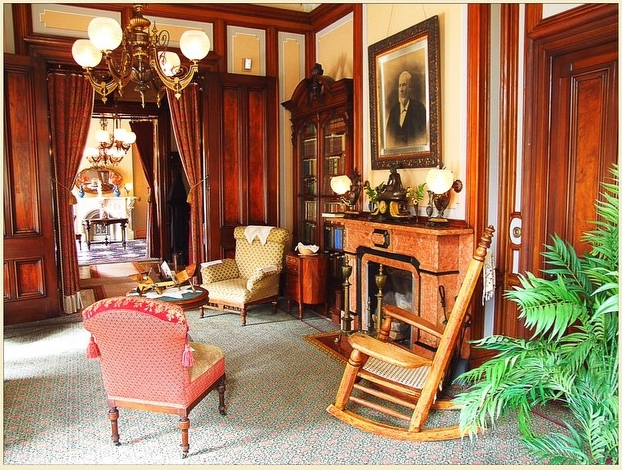
Interiér